# Verdun (Ariège)
Verdun település Franciaországban, Ariège megyében. Lakosainak száma 208 fő (2022. január 1.). Verdun Albiès, Aulos-Sinsat, Les Cabannes, Cazenave-Serres-et-Allens, Ornolac-Ussat-les-Bains és Caychax-et-Senconac községekkel határos.

## Népesség
A település népessége az elmúlt években az alábbi módon változott:
| Lakosok száma | 210  | 160  | 154  | 237  | 226  | 224  | 221  | 216  | 213  | 208  |
|               | 1968 | 1982 | 1990 | 2006 | 2013 | 2015 | 2017 | 2019 | 2020 | 2022 |